# Trigonostemon thorelii
Trigonostemon thorelii är en törelväxtart som beskrevs av François Gagnepain. Trigonostemon thorelii ingår i släktet Trigonostemon och familjen törelväxter.
Artens utbredningsområde är Laos. Inga underarter finns listade i Catalogue of Life.